# José Antonio Primo de Rivera
José Antonio Primo de Rivera y Sáenz de Heredia marchese di Estella e Grande di Spagna (Madrid, 24 aprile 1903 – Alicante, 20 novembre 1936) è stato un politico spagnolo, figlio del generale Miguel Primo de Rivera, dittatore della Spagna dal 1923 al 1930. Nel 1933 fondò la Falange Española che l'anno seguente si fuse con le Juntas de Ofensiva Nacional-Sindicalista (JONS), dando vita alla Falange Española de las Juntas de Ofensiva Nacional Sindicalista. Fu condannato a morte dopo processo e fucilato dai repubblicani all'inizio della guerra civile spagnola.

## Biografia
José Antonio Primo de Rivera, nell'ottobre 1922, dopo aver seguito il padre a Barcellona, dove costui era stato nominato Capitano Generale della Catalogna, assolse il servizio militare nei Dragones de Santiago. Nel 1925 divenne avvocato e nel 1928 fu insignito dell'Ordine di Santiago. Dopo la morte del padre a Parigi si dedicò sempre alla difesa del suo ricordo, operando come intellettuale conservatore.
Pur deluso dal comportamento del re Alfonso XIII per non aver difeso il padre che, dimessosi dall'incarico, si era recato in volontario esilio a Parigi e che aveva avallato ministri che non ne avevano rivendicato la memoria, aderì alla Unione Monarchica Nazionale di cui era esponente Ramiro de Maeztu. Il 16 ottobre 1930 tenne il suo primo comizio a Bilbao. Il linguaggio troppo deciso tenuto dai suoi esponenti, la contrapposizione diretta dei socialisti, dei democratici e non ultimo dei monarchici più moderati fecero presto naufragare l'Unione Monarchica Nazionale. Miguel Primo de Rivera si spense nello stesso anno e José Antonio ereditò il titolo di Grande di Spagna.
A seguito della vittoria repubblicana alle elezioni amministrative nei principali centri il 14 aprile 1931 il re Alfonso XIII si autosospese e partì immediatamente per l'esilio e in Spagna fu proclamata la Seconda Repubblica Spagnola. Primo de Rivera, pur scettico nutrì comunque la speranza che l'avvento della repubblica potesse spazzare via ciò che di "inetto" vi era nel passato e quindi riscoprire dopo "gli inestinguibili motivi tradizionali della nazione spagnola".

### I primi passi in politica
Progressivamente il suo pensiero andò mutando, incominciando ad approfondire i testi relativi alle nuove ideologie che si contrapponevano in Europa. Approfondisce in particolare lo studio degli scritti di Mussolini, Hitler, Lenin e Trotzky, avendo già profonde conoscenze dei pensatori tradizionalisti come Donoso Cortés.
Nel settembre 1931 si candidò in un collegio di Madrid rimasto vacante. Chiarì subito il motivo che lo spingeva verso la politica: "Dio sa che la mia vocazione è per i libri, separarmi dai quali per lanciarmi nel vortice violento della politica mi è motivo di vero dispiacere. Ma sarei insensibile e vile se dormissi tranquillo mentre alle Cortes, davanti al popolo, si lanciano di continuo accuse contro la sacra memoria di mio padre". Primo de Rivera ottenne ventiseimila voti ma non fu comunque eletto. Nello stesso mese assunse la difesa di Galo Ponte che era stato incriminato dal nuovo governo con una nuova norma a carattere retroattivo per essere stato ministro della giustizia del governo presieduto da Miguel Primo de Rivera. Nel 1931 venne a contatto con il giovane Ramiro Ledesma Ramos che di lì a poco avrebbe pubblicato in un effimero settimanale il proprio manifesto politico "Conquista del Estado" che fu sottoscritto anche da Ernesto Giménez Caballero in cui si prospettava la nascita di uno "stato nazional-sindacalista". Primo de Rivera ne seguì con interesse l'attività senza tuttavia parteciparvi. Ipotizzando la creazione di una società più giusta prese a modello il fascismo italiano.
Nel 1933 fu invitato da Manuel Delgado Barreto a collaborare al periodico di carattere politico El Fascio di cui uscì solo il primo numero il 16 marzo 1933 ma tutte le copie furono sequestrate per ordine del governo presieduto da Manuel Azaña Díaz. Nell'ottobre 1933 Primo de Rivera fu inviato in Italia per intervistare Mussolini in occasione della pubblicazione in Spagna del volume "El fascismo" contenente alcuni testi mussoliniani.

### Il discorso "De la Comedia" e la "Falange Española"
Il 29 ottobre 1933 al Teatro de la Comedia di Madrid fondò la Falange Española (FE), che prese il nome dall'antica formazione militare dell'esercito di Alessandro Magno. Una formazione che ripudiava il liberalismo ed il capitalismo, propagandando l'instaurazione di un nuovo Stato che eliminasse le speculazioni economiche del sistema vigente mediante un forte dirigismo nazionale e la collaborazione di classe criticando duramente Jean-Jacques Rousseau da cui discenderebbero come figlio legittimo il capitalismo moderno e come figlio degenere il populismo marxista.

Il giogo e le frecce, simbolo della Falange spagnola

Il discorso tenuto alla "Comedia" provocò la reazione di parte dei monarchici che accusarono Primo de Rivera di non aver fatto alcuna menzione ad una restaurazione monarchica e di parte dei ceti più reazionari per aver parlato da "socialista".
Al nuovo movimento aderirono molti intellettuali dichiaratamente fascisti e numerosi studenti sia appartenenti a famiglie facoltose sia appartenenti ai ceti medi ed inferiori.
Pochi giorni dopo, all'università di Madrid, si formò il primo nucleo di studenti universitari falangisti riuniti nel "Sindicato Español Universitario" (SEU). Il 2 novembre a Daimiel ci fu il primo caduto della Falange, José Ruiz de la Hermosa, ucciso con una coltellata alcuni giorni dopo aver partecipato al comizio del teatro "La commedia" di Madrid. Il 19 novembre 1933 Primo de Rivera fu eletto nelle file della Falange Española che era alla sua prima prova elettorale. Insieme a lui fu eletto anche Francisco Moreno Herrera, indipendente ma affiliato alla Falange Española. Primo de Rivera tenne il suo primo discorso alle Cortes il 19 dicembre 1933. Nel 1934 sorsero i primi gruppi falangisti a Frontera, Siviglia, Cadice, Barcellona e Palma di Maiorca. La sede centrale fu posta a Madrid. I giovani falangisti sfidarono i socialisti spingendosi sempre più nei quartieri popolari per vendere le copie del giornale di partito "F.E." e negli accesi scontri che ne nacquero con gli operai caddero altri tre militanti.

### La fusione con le "Juntas de Ofensiva Nacional-Sindicalista"
Il 9 febbraio 1934 a Madrid lo studente falangista Matías Montero, alla guida del "Sindicato Español Universitario" (SEU), fu ucciso da due militanti del "Partido Socialista Obrero Español" e, a seguito di questo omicidio, il 13 febbraio 1934 Primo de Rivera e Ramiro Ledesma Ramos, leader delle Juntas de Ofensiva Nacional-Sindicalista (JONS), si accordarono per fondere i due rispettivi movimenti. Il movimento fu ufficialmente unificato il 4 marzo 1934 nel corso di una manifestazione tenuta a Valladolid e assunse il nome di "Falange Española de las Juntas de Ofensiva Nacional Sindicalista" e fu inizialmente guidato in triumvirato da José Antonio Primo de Rivera, Ramiro Ledesma Ramos e Ruiz de Alda. Grazie soprattutto alle istanze portate in dote dalle JONS, i punti dottrinali del nuovo movimento si fissano sulla giustizia sociale, con forte contestazione del capitalismo e del marxismo, contro l'individualismo e la lotta di classe; ma vengono promosse la nazionalizzazione delle banche e dei grandi servizi pubblici, pur riconoscendo la proprietà privata.
In un'ottica più ampia, José Antonio Primo de Rivera tendeva anche a un recupero spirituale dell'identità nazionale, dipingendo la nazione come un'essenza metafisica.
Il 27 marzo fu ucciso il falangista quindicenne Jesús Hernández e Primo de Rivera fu accusato dalle sinistre di essere responsabile con il suo movimento di oltraggio alla "coscienza popolare" e pochi giorni dopo lo stesso Primo de Rivera fu oggetto di un attentato. L'avvenimento destò molta curiosità e il quotidiano ABC l'11 aprile pubblicò una lunga intervista con il fondatore della Falange. Seguì poi l'uccisione del diciottenne Juan Cuéllar cui seguirà per rappresaglia l'uccisione della socialista Juanita Rico che era stata vista infierire sul corpo del falangista ucciso con bottiglie e pietre. Da questo momento la Falange fu costantemente controllata dalla gendarmeria.

### La nomina a "Jefe Nacional" e la rivolta delle Asturie

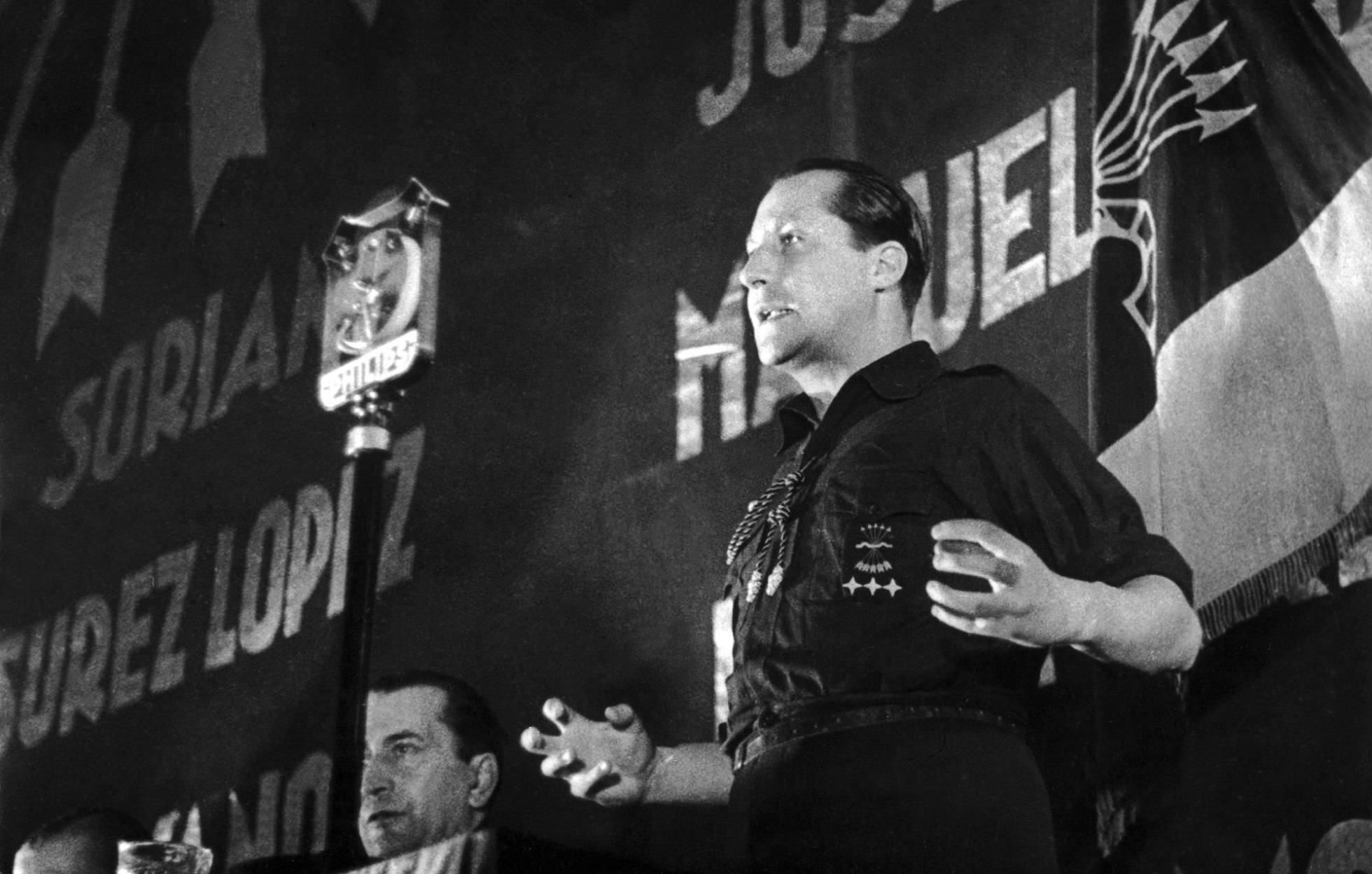
Comizio di Primo de Rivera

Il 4 ottobre 1934 si inaugurò il 1º congresso nazionale della Falange che decise di unificare il comando nella persona di Primo de Rivera, che fu nominato "Jefe nacional", ponendo quindi fine al triumvirato. Primo de Rivera era solito leggere ai propri attivisti alcuni passi della poesia "If" di Joseph Rudyard Kipling prima delle manifestazioni o in vista di scontri politici.
L'inclusione di tre ministri della CEDA nel governo guidato da Ricardo Samper, avvenuta il 1º ottobre 1934, innescò il 5 ottobre lo sciopero generale voluto dai sindacati di sinistra. A Madrid vi fu il tentativo di occupare il ministero dell'Interno, il Parlamento e la Banca di Stato, ma furono tutti arrestati dalle forze di sicurezza: tra gli arrestati anche Francisco Largo Caballero.
Assunse carattere di insurrezione nella violenta rivolta dei minatori nelle Asturie che il 5 ottobre 1934 avevano dato vita all'effimera "Repubblica Socialista Asturiana" e che fu smantellata dall'esercito due settimane dopo. In Catalogna, nonostante l'assenza dei sindacati anarchici della CNT, Lluís Companys i Jover, che era succeduto a Francesc Macià, ne approfittò per proclamare l'indipendenza dello Stato catalano il 6 ottobre 1934.
Pur essendo nettamente contrapposti i fronti e nonostante i minatori militassero nelle file anarchiche e socialiste, più ancora che in quelle comuniste, i falangisti si schierano con i lavoratori e non con il governo. Nominato "Jefe nacional", Primo de Rivera, vista la situazione generale in Spagna, dispose che tutti i falangisti, nel caso che vi fosse stata un'insurrezione generale delle sinistre, si sarebbero dovuti concentrare nelle caserme e in mancanza di queste nei presidi della Guardia Civil e per nessun motivo recarsi presso l'autorità civile. Poi sciolse il congresso la sera del 6 e fece rientrare tutti i delegati nelle proprie province. Il giorno seguente organizzò un corteo che, inquadrato militarmente, marciò per le strade di Madrid raggiungendo il ministero dell'Interno alla Puerta del Sol che il giorno precedente era stato assaltato dai manifestanti. Il corteo era preceduto da una vettura con a bordo Primo de Rivera, Ledesma Ramos, Ruiz de Alda e il colonnello Rada. Primo de Rivera si rivolse alle autorità uscite dal balcone del ministero dell'Interno:
(José Antonio Primo de Rivera il 7 ottobre 1934, discorso pronunciato presso il ministero dell'Interno alla Puerta del Sol)
Nonostante l'aumento di popolarità e la visibilità ottenuta con le tradizionali parate della domenica, la cronica mancanza di fondi non permise una crescita del partito il cui numero di effettivi rimase invariato.
Nel frattempo lo scontro di personalità con Ramiro Ledesma Ramos culminò il 14 gennaio 1935, con l'uscita di quest'ultimo dal movimento e la fondazione di un nuovo giornale La patria libre, dalle cui pagine attaccò fortemente Rivera accusandolo di essere "strumento della reazione" a causa dei forti legami con la Chiesa e l'esercito che gli derivavano dall'ambiente sociale in cui aveva vissuto e dalla vicinanza di vecchi amici del padre. La maggior parte dei vecchi jonsisti come Onésimo Redondo Ortega, Ernesto Giménez Caballero rimase comunque nella Falange. I due leader si riappacificarono soltanto nel maggio 1936 quando Ledesma Ramos si recò nel carcere in cui Primo de Rivera era stato incarcerato.
Nell'estate del 1935 i più importanti capi della Falange si riunirono nella Sierra di Gredos per costituire una organizzazione militare interna che potesse fronteggiare una nuova insurrezione delle sinistre o che potesse favorire la conquista dello Stato se ve ne fosse stata l'opportunità.
Il 10 novembre 1935 si svolse il secondo Congresso nazionale a Madrid e fu diffuso il programma in 27 punti della Falange in cui si evidenziò l'antagonismo sia col marxismo  della lotta di classe che del parlamentarismo e dell'individualismo borghese. Così divenne leader dei giovani fascisti spagnoli e scrisse sul giornale ABC.

### La vittoria del Fronte Popolare
La Confederazione Spagnola delle Destre Autonome di José María Gil-Robles y Quiñones si presentò inizialmente da sola alle elezioni e solo successivamente allargò la coalizione a tutte le altre forze di destra presenti nel paese che si riunirono nel "Frente Nacional Contrarrevolucionario". In questo cartello confluirono i monarchici di "Renovación Española" di José Calvo Sotelo, il "Partido Agrario Español" di José Martínez de Velasco, i carlisti della "Comunión Tradicionalista" e il "Partido Nacionalista Español" di José María Albiñana. La "Falange Española y de las JONS" di José Antonio Primo de Rivera corse invece da sola ottenendo 46.000 voti, meno di mille per provincia.
Primo de Rivera, convinto ancor prima delle elezioni di una vittoria della sinistra unita nel Fronte Popolare, scrisse:
(José Antonio Primo de Rivera poco prima dell'elezioni del 1936)
Nel febbraio del 1936 il Fronte Popolare sconfisse di misura il Fronte Nazionale Controrivoluzionario. La Falange che si era presentata da sola alle elezioni perse il seggio alle Cortes Generales di Primo de Rivera. Violenze si scatenarono nel paese, in parte dovute alle sinistre che in preda all'euforia della vittoria assaltarono le chiese e le proprietà private dei ricchi e aggredirono i militanti della "Falange Española"e in parte agli operai che frustrati dalle lunghe attese per le riforme proclamarono scioperi che iniziarono a susseguirsi con maggiore violenza, così come le richieste esagerate di aumenti salariali. Il nuovo governo presieduto da Manuel Azaña favorì le accelerazioni rivoluzionarie comuniste diventando ben presto incapace di contenerle e condizionarle.

### L'arresto di Primo de Rivera
Il 10 marzo una squadra di falangisti comandata da Alberto Ortega tentò di assassinare il professor Luis Jiménez de Asúa, un deputato socialista, ma uccise invece un uomo della sua scorta. Quattro giorni dopo esponenti della Falange tentarono di uccidere Francisco Largo Caballero, e mentre José Antonio era a colloquio con Franco allo scopo di organizzare un colpo di Stato, il 14 marzo 1936 la Falange Española y de las JONS fu messa fuori legge e Primo de Rivera fu arrestato insieme al fratello Miguel con l'accusa di detenzione abusiva di armi ed entrambi furono tradotti nel Cárcel Modelo di Madrid. L'obiettivo era quello di "mettere sotto controllo la Falange". Si racconta che qualche giorno prima dell'arresto Primo de Rivera fosse stato avvertito da Manuel Azaña ed invitato a lasciare la Spagna. Alla proposta il leader della Falange oppose un fermo diniego dicendo "Non posso, mia madre sta male". Alla replica di Azaña, che stupito gli replicò che sua madre era morta ormai da molti anni, Primo de Rivera rispose "Mia madre è la Spagna, non posso lasciarla". Di sicuro negli stessi giorni Primo de Rivera fu invitato a lasciare il proprio paese dall'amico Eduardo Aunòs, ma anche in questo caso ottenne risposta negativa: "No davvero, la Falange non è uno di quei vecchi partiti di cospiratori i cui capi se ne stanno all'estero".
Mentre si trovava in carcere Primo de Rivera fu portato a conoscenza dei piani di insurrezione dell'esercito e da un iniziale momento scettico espresso nella circolare del 24 giugno 1936 passò ad una sostanziale adesione il 29 giugno seguente che mantenesse paritari i rapporti con gli insorti e autonomi i reparti falangisti:
(José Antonio Primo de Rivera, dalla circolare scritta il 29 giugno 1936 e trasmessa clandestinamente)
Il 17 luglio dal Marocco spagnolo il generale Francisco Franco, alla guida del “Tercio de Extranjeros”, insorse contro il governo di Madrid; la ribellione si estese rapidamente a Cordova, Granada, Toledo, Valladolid, Burgos ed in molte altre città della Spagna. Nei primi giorni di insurrezione circa la metà di coloro che avevano fondato la Falange furono uccisi, ciononostante gli effettivi erano cresciuti a dismisura anche grazie all'apporto degli ex socialisti ed ex anarchici che nei territori insorti erano passati alla Falange (talvolta per salvarsi la vita), ma la mancanza di capi rendeva molto instabile il movimento. Nei territori conquistati dall'esercito nazionalista molti falangisti costituirono reparti combattenti con i quali si recarono al fronte (circa il 54% delle milizie nazionaliste e il 19% dell'intero esercito franchista) mentre altri costituirono improvvisate polizie politiche che si occupavano di fermare i sospetti alla ricerca di simpatizzanti comunisti.
Nei giorni dell'insurrezione i falangisti di Alicante tentarono di liberare Primo de Rivera, ma la vittoria in città dei repubblicani rese impossibile l'azione. Il 17 settembre una squadra falangista, guidata da Agustín Aznar, fu sbarcata da un sommergibile tedesco per tentare un colpo di mano. L'azione non fu poi eseguita e Aznar tentò di corrompere le guardie, ma, scoperto, riuscì a salvarsi per miracolo.
Il 23 agosto il fratello minore Fernando fu ucciso dai repubblicani.

### Il processo
Il 5 giugno 1936 Primo de Rivera e il fratello Miguel furono trasferiti nella prigione di Alicante e il 16 novembre 1936 incominciò il processo utilizzando il codice militare. José Antonio fu autorizzato a condurre la propria difesa unitamente a quella del fratello Miguel e della cognata Margarita de Larios y Fernández de Villavicencio.
Primo de Rivera, sapendo che la decisione di condannarlo a morte era già stata presa in anticipo si rifiutò di chiedere clemenza, ma si batté per gli altri due imputati, anch'essi condannati a morte, in maniera molto efficace ottenendone la grazia con una riduzione di pena: il fratello Miguel ebbe 30 anni di reclusione e la Larios 6 anni. Saranno liberati da Franco nel 1939 e Miguel sarà ambasciatore nel Regno Unito, e ministro dell'agricoltura nel IV governo del generale (1941-1945). A chi gli chiedeva di graziare Primo de Rivera il presidente della Repubblica Manuel Azaña rispose di non poter far nulla poiché anche lui era diventato un prigioniero.
La condanna fu sbrigativamente eseguita nel cortile del carcere il 20 novembre dalle autorità locali per timore che il governo, che si sarebbe riunito a Madrid lo stesso giorno, potesse commutare la pena in una detentiva. Prima della fucilazione Primo de Rivera chiese che dopo l'esecuzione il suo sangue potesse essere rimosso in modo da evitarne la vista al fratello Miguel. Insieme a Primo de Rivera furono fucilati altri due falangisti e due requetés carlisti.

Nel suo testamento politico scritto in carcere espresse la speranza, rivelatasi vana, che la guerra civile potesse concludersi presto: 
(José Antonio Primo de Rivera, Testamento politico)
(José Antonio Primo de Rivera rivolto al plotone di esecuzione prima di morire.)
Quando i nazionalisti vennero a conoscenza della morte di Primo de Rivera per rappresaglia fucilarono il figlio di Francisco Largo Caballero, che avevano catturato fin dai primi giorni quando il suo reparto si era ammutinato ed era passato con gli insorti.

## Il culto della personalità

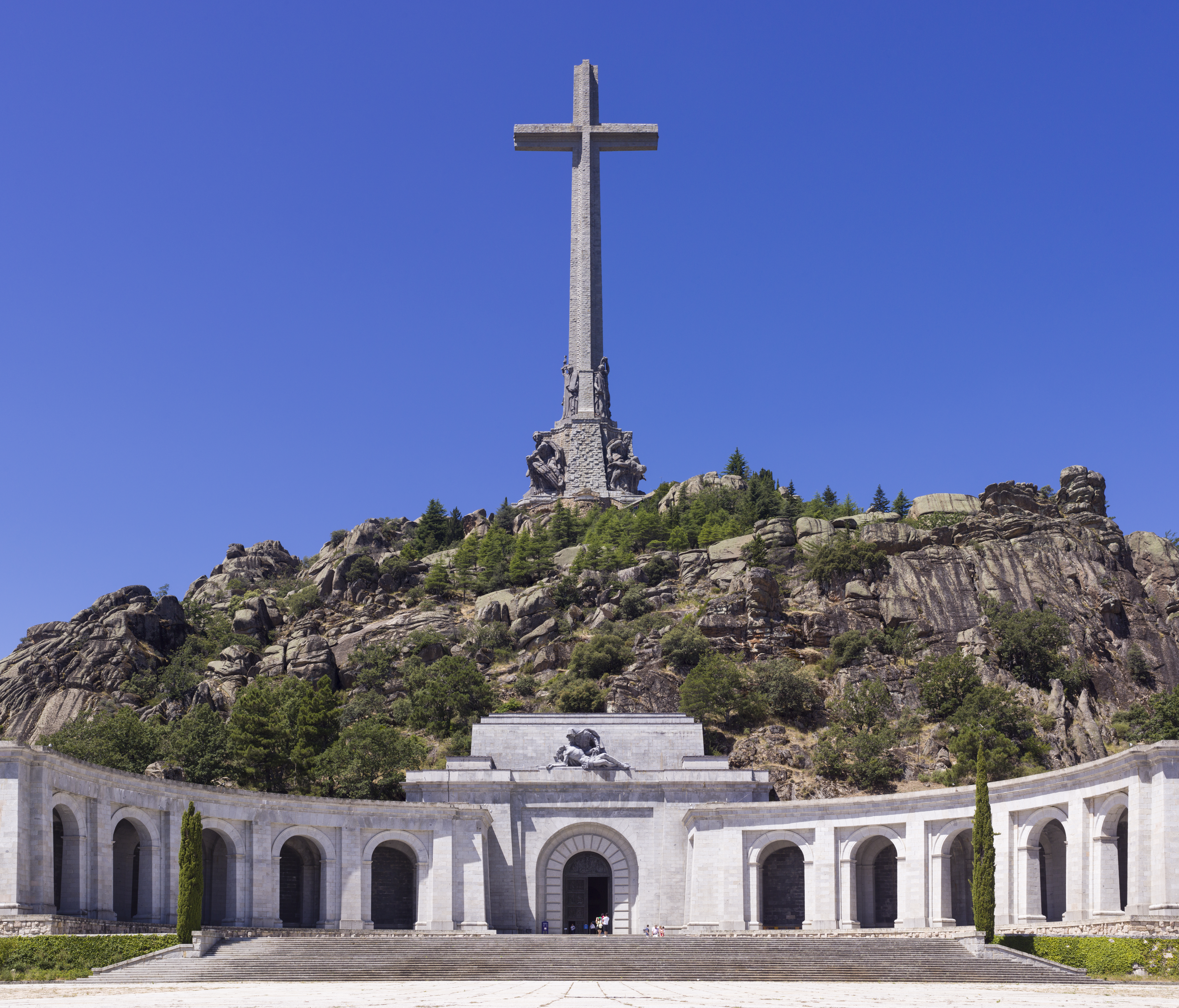
La Valle de los Caídos

Durante la guerra civile spagnola, la Falange, tramite una pragmatica appropriazione del generale Franco, divenne il movimento politico dominante tra i nazionalisti, assumendo il nome di Falange Española Tradicionalista y de las Juntas de Ofensiva Nacional Sindicalista (FET y de la JONS), facendo peraltro diventare il testo dell'inno falangista Cara al sol, scritto da De Rivera, quello delle truppe franchiste.
Il regime di Francisco Franco favorì il culto della personalità di José Antonio, anche per ottenere l'appoggio dei falangisti, facendolo diventare "martire della Crociata" (si veda El Ausente).

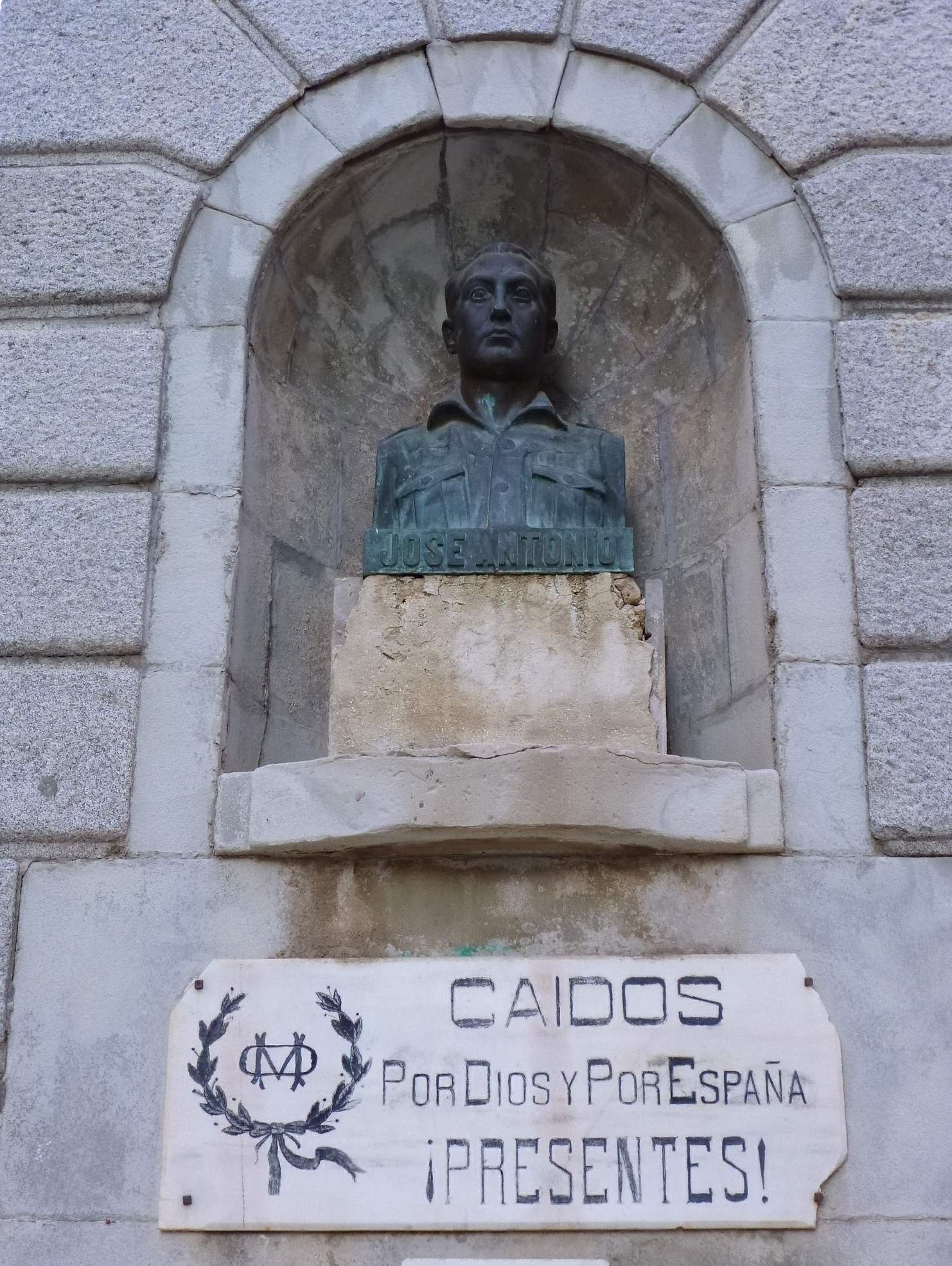
Busto di Primo de Rivera a Toledo.

Sui muri esterni di ogni parrocchia spagnola, c'è tuttora una targa che commemora i soldati locali morti durante la guerra civile (Caídos por Dios y por España, "Caduti per Dio e la Spagna").
Il nome di Primo de Rivera era il primo della lista su ogni targa e il nome José Antonio divenne molto diffuso in Spagna.
La sorella di José Antonio, Pilar Primo de Rivera, fondò la Sección Femenina (il ramo femminile della Falange), che svolse un gigantesco lavoro ricompilando sistematicamente tutte le differenti tradizioni delle regioni spagnole (gastronomia, musica, danze, eccetera) e seguì le indicazioni dei 18 punti della donna falangista, che intendevano "riportare le donne al loro ruolo naturale". Pilar fu inoltre deputata del partito unico franchista (Movimiento Nacional) alle Cortes Españolas dal 1943 al 1977.
Francisco Franco promosse la costruzione del mausoleo nella Valle de los Caídos (valle in cui sono sepolti numerosi caduti della guerra civile, compresi molti repubblicani) per la sepoltura di Primo de Rivera, vicino al corpo del quale, quasi quarant'anni dopo (20 novembre 1975), alla sua morte, trovò egli stesso sepoltura; il corpo del caudillo sarà poi rimosso nel 2019, in quanto non caduto nella guerra.
Il 20 novembre rimane una data simbolica per la destra falangista, poiché ricorre l'anniversario della morte di José Antonio Primo de Rivera e Francisco Franco. Si dice che Franco morì in realtà nelle ultime ore del giorno precedente, ma la notizia fu data il giorno dopo per fare coincidere la data con quella di Primo de Rivera a fini propagandistici.
L'ultima statua rimasta in Spagna di José Antonio Primo de Rivera è stata rimossa da Guadalajara nel marzo 2005 per ordine del governo Zapatero, che ritenne la statua "non adatta a uno Stato democratico". Rimangono ancora diverse vie intitolate, moltissime targhe e alcuni busti commemorativi del leader falangista. De Rivera è stato canonizzato dalla Chiesa cattolica palmariana, gruppo scismatico scomunicato dalla Chiesa cattolica e guidato da un antipapa.
Per volere della famiglia, il suo corpo è stato riesumato dalla Valle de los Caídos il 24 aprile 2023 per essere sepolto nel cimitero di San Isidro a Madrid.

## Opere in italiano
- José Antonio Primo de Rivera, Le basi del falangismo spagnolo, Sentinella d'Italia, 1986.
- José Antonio Primo de Rivera, Scritti e discorsi di battaglia, Settimo Sigillo, 1993.
- José Antonio Primo de Rivera, Scritti e discorsi di battaglia (Falange spagnola), Volpe Editore, 1967.